# EPF – École d'ingénieurs
EPF – École d'ingénieurs (dříve École polytechnique féminine) je francouzská inženýrská škola založená v roce 1925.
Školí inženýry s multidisciplinárním profilem, kteří pracují ve všech odvětvích průmyslu a služeb. Každá třída se skládá z přibližně 350 studentů všeobecného vzdělávání, dvoustupňových cyklů a studentů učňovského vzdělávání.
EPF se nachází v Cachanu, od roku 2010 také v Troyes a od roku 2012 v Montpellier. Je státem uznávanou soukromou vysokoškolskou institucí. Škola je členem Union des grandes écoles indépendantes (UGEI).
EPF byla vytvořena v roce 1994 z bývalé École polytechnique féminine (jež nebyla nikdy spojena s École polytechnique), kterou v roce 1925 založila Marie-Louise Paris.

## Slavní studenti a absolventi
- Martine Rottierová, bývalá reprezentantka Francie v judu